# Zevenbuurt
Zevenbuurt (Fries: Sânbuert of Sevenbuert; Stellingwerfs: Zeuvenbuurt) is een buurtschap in de gemeente De Friese Meren, in de Nederlandse provincie Friesland. Het ligt aan de westkant van de Tjonger, zo'n twee kilometer ten oosten van Delfstrahuizen, waar het ook formeel onder valt.
De bewoning ligt voornamelijk aan het Tjongerpad, die evenredig aan de Tjonger loopt tussen de Broeresloot en de Pier Christiaansloot. Ook de bewoning aan de Trekkersweg wordt nogal eens bij de buurtschap gerekend. De Trekkersweg verbindt het net als de Westerse Dijk ook met het dorp Delfstrahuizen.
De kern van de buurtschap is niet ver gelegen van het punt waar de Tjonger en de Helomavaart samenkomen, tegenover het Braandemeer. De buurtschap is op het eind van de 19e eeuw ontstaan in het oostelijke dorpsgebied van Delfstrahuizen. De plaatsnaam zou zijn afgeleid van de veldnaam De Lange Zeven in het Echtenerveld waarbij de nederzetting is ontstaan. Maar het wordt ook niet uitgesloten dat dat zeven vertaalfout zou zijn van het Friese woord sân, dat naast zevenook zand betekent, dus vernoemd naar de zandgrond.
Zevenbuurt lag tot 1934 in de gemeente Schoterland, daarna tot 1984 in de gemeente Haskerland en tot 2014 behoorde Zevenbuurt tot de gemeente Lemsterland.

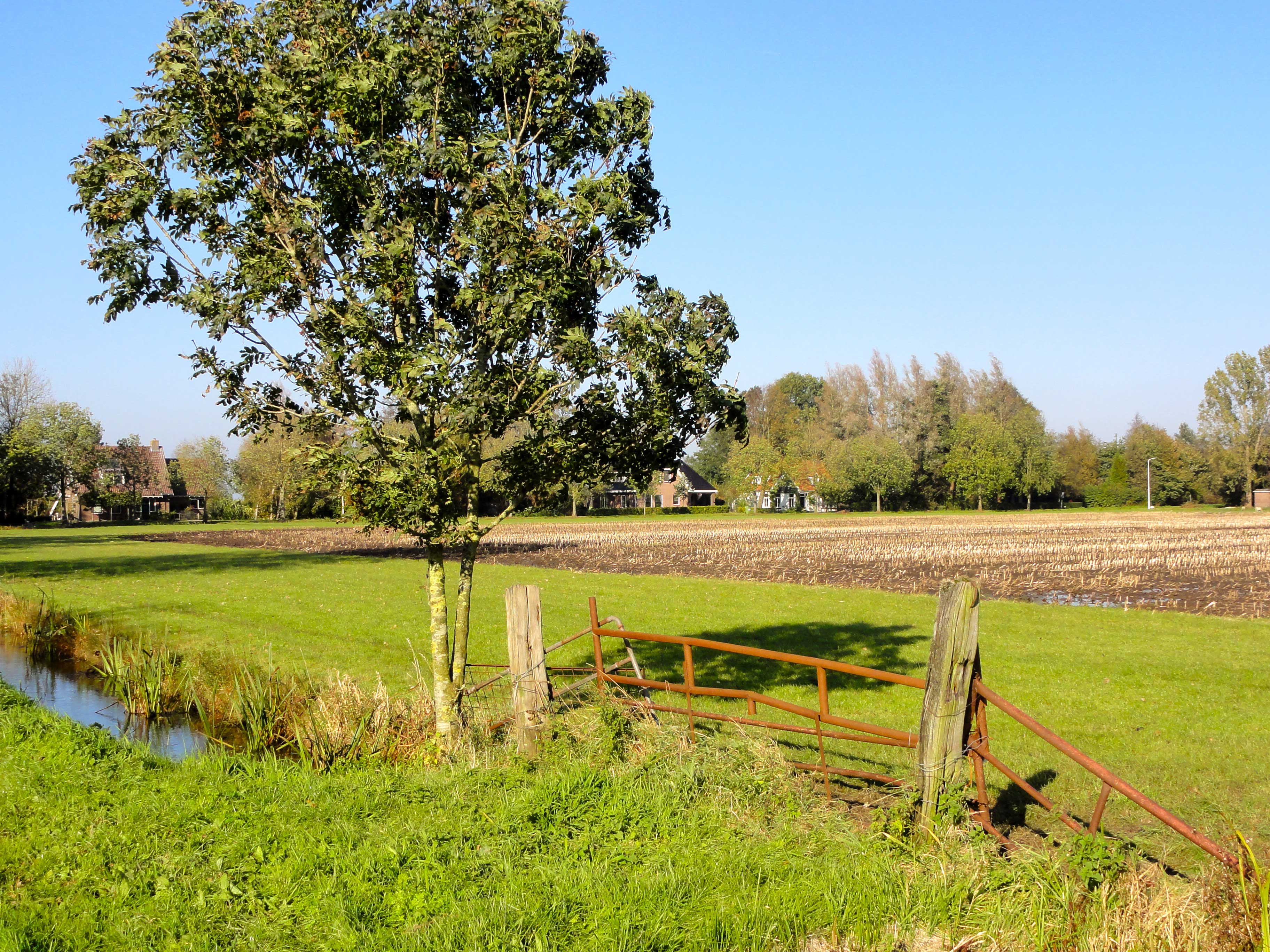
Zicht op Zevenbuurt anno 2011

Hoofdplaats: Joure     Stad: Sloten

Dorpen en gehuchten: Akmarijp · Bakhuizen · Balk · Bantega · Boornzwaag · Broek · Delfstrahuizen · Dijken · Doniaga · Echten · Echtenerbrug · Eesterga · Elahuizen · Follega · Goingarijp · Harich · Haskerhorne · Idskenhuizen · Kolderwolde · Langweer · Legemeer · Lemmer · Mirns · Nijehaske · Nijemirdum · Oldeouwer · Oosterzee · Oudega · Oudehaske · Oudemirdum · Ouwster-Nijega · Ouwsterhaule · Rijs · Rohel · Rotstergaast · Rotsterhaule · Rottum · Ruigahuizen · Scharsterbrug · Sint Nicolaasga · Sintjohannesga · Snikzwaag · Sondel · Terhorne · Terkaple · Teroele · Tjerkgaast · Vegelinsoord · Wijckel

Buurtschappen: Ballingbuur · Bargebek · Boornzwaag over de Wielen · Brekkenpolder · Commissiepolle · De Rijlst · Delburen · Finkeburen · Heide · Hooibergen · Nieuw Amerika · Onland · Schoterzijl (deels) · Schouw · Spannenburg · Tacozijl · Trophorne · Tweehuis · Vierhuis · Vrisburen · Westerend-Harich · Zevenbuurt

Friesland: Steden en dorpen      Nederland: Provincies · Gemeenten